# Curt Miller
Curt Miller est un entraîneur américain de basket-ball né le 5 octobre 1968 à Girard (Pennsylvanie).  

## NCAA
Il découvre le basket-ball féminin en suivant sa sœur et entraîneur des équipes féminines depuis qu'il est lycéen. Il est d'abord entraîneur adjoint des équipes féminines NCAA à Colorado State, période durant laquelle l'université compile un bilan de 81-20 (80,2 % de succès) en trois saisons. Il sert également comme assistant à Cleveland State, puis à Syracuse.

### Bowling Green
Il est entraîneur titulaire à Bowling Green pour un bilan de 258 victoires pour 92 revers, dont 135-41 dans la Mid-American Conference. Il est nommé six fois meilleur entraîneur de la MAC et remporte huit fois de rang le titre de 2005 à 2012. Sa meilleure saison est en 2007 avec un bilan de 31-4 avec une qualification pour le « sweet sixteen » (huitièmes de finale) du tournoi final NCAA, la première pour une équipe de la MAC.

### Indiana
Miller fait inclure dans son extension de contrat en 2005 des clauses de départ pour certaines équipes. Il peut donc rejoindre librement les Hoosiers de l'Indiana en 2012, pour conclure un contrat de six ans pour 275 000 dollars par an. Prenant en main une équipe restant sur un bilan de 6-24, il obtient 11 succès pour sa première saison. En 2014, les Hoosiers établissent un record de l'université avec 14 victoires consécutives pour un total de 21 et un quart de finale au WNIT. Il démissionne en juillet 2014, arguant des raisons de santé et de famille.

### WNBA
Après une saison comme assistant de Brian Agler aux Sparks de Los Angeles, il est engagé le 17 décembre 2015 comme entraîneur du Sun du Connecticut.
Pour avoir amené le Sun aux play-offs (21 victoires-13 défaites) pour la première fois depuis la saison WNBA 2012, Curt Miller reçoit le premier trophée dirigeant WNBA de l'année avec 40 points devant Mike Thibault des Mystics de Washington (24 points) et Greg Bibb des Wings de Dallas (18 points). Il est également élu entraîneur WNBA de l'année avec 36 voix sur 40. Le Sun avait pourtant mal entamé la saison avec un seul succès en six rencontres avant d'enchainer les victoires pour en compiler sept de plus que lors de la saison 2016 (14-20). Le Sun compte de manière inattendue trois joueuses sélectionnées pour le WNBA All-Star Game 2017 avec Jonquel Jones, Alyssa Thomas et Jasmine Thomas.
Fin 2022, bien que le Sun ait atteint les finales WBNA, Curt Miller annonce son départ pour entraîner les Sparks de Los Angeles.

## Vie privée
Il est par ailleurs le premier entraîneur ouvertement gay à diriger une équipe dans une ligue professionnelle. Il découvre sa sexualité à Syracuse et y rencontre son compagnon pour vingt ans et rendent publique leur relation en 1996. Ils ont deux jumeaux. Ils se séparent en 2015.